# Maximilian Pommer
Maximilian Pommer (* 18. August 1997 in Neuhaus am Rennweg) ist ein deutscher Fußballspieler.

## Leben
Pommer bestritt am 29. September 2012 sein erstes Spiel für den FC Rot-Weiß Erfurt in der B-Junioren-Bundesliga Nord/Nordost. Er absolvierte 42 Spiele in der A-Junioren-Bundesliga Nord/Nordost und erzielte dabei drei Tore. Zusätzlich bestritt er insgesamt zehn Spiele in der B-Junioren-Bundesliga Nord/Nordost. Rot-Weiß Erfurt nahm ihn am 10. Juni 2016 offiziell unter Vertrag. Sein Pflichtspieldebüt in der 3. Liga gab er am 20. Mai 2017 am letzten Spieltag der Saison 2016/17 gegen die SG Sonnenhof Großaspach nach seiner Einwechslung in der 87. Minute. Davor bekam er einige Einsätze im Thüringer Landespokal, unter anderem auch im Finale.
Zur Saison 2017/18 schloss er sich dem Regionalligisten 1. FC Lokomotive Leipzig an, wo er innerhalb von drei Jahren 30 Pflichtspiele absolvierte. Daraufhin wechselte er zum FC Rot-Weiß Koblenz.
In der Saison 2021/22 wechselte Pommer zum Bonner SC an den Rhein, wo er dem Verein beim Klassenerhalt in der viertklassigen Regionalliga West verhelfen sollte, was später jedoch nicht gelang. In der Saison 2023/24 verlängerte er seinen Vertrag um zwei Jahre, um als Mannschaftskapitän den Bonner SC beim Wiederaufstieg zu helfen.

## Erfolge
FC Rot-Weiß Erfurt
- Thüringer Landespokal: 2017